# Goniochernes lislei
Goniochernes lislei är en spindeldjursart som beskrevs av Max Vachon 1941. Goniochernes lislei ingår i släktet Goniochernes och familjen blindklokrypare. Inga underarter finns listade i Catalogue of Life.